# Hauho
Hauho é uma municipalidade da Finlândia. Está localizada na província de Finlândia Meridional e é parte da região Tavastia Própria. O município possui população de 3.931 habitantes e cobre uma área de 443,13 km² dos quais 86,42 km² são água. A densidade populacional é de 8,9 habitantes por km².
O município é unilinguisticamente finlandês.